# Hydrosalpinx sericea
Hydrosalpinx sericea is een schietmot uit de familie Hydrosalpingidae. De soort komt voor in het Afrotropisch gebied.